# یونی‌سیس

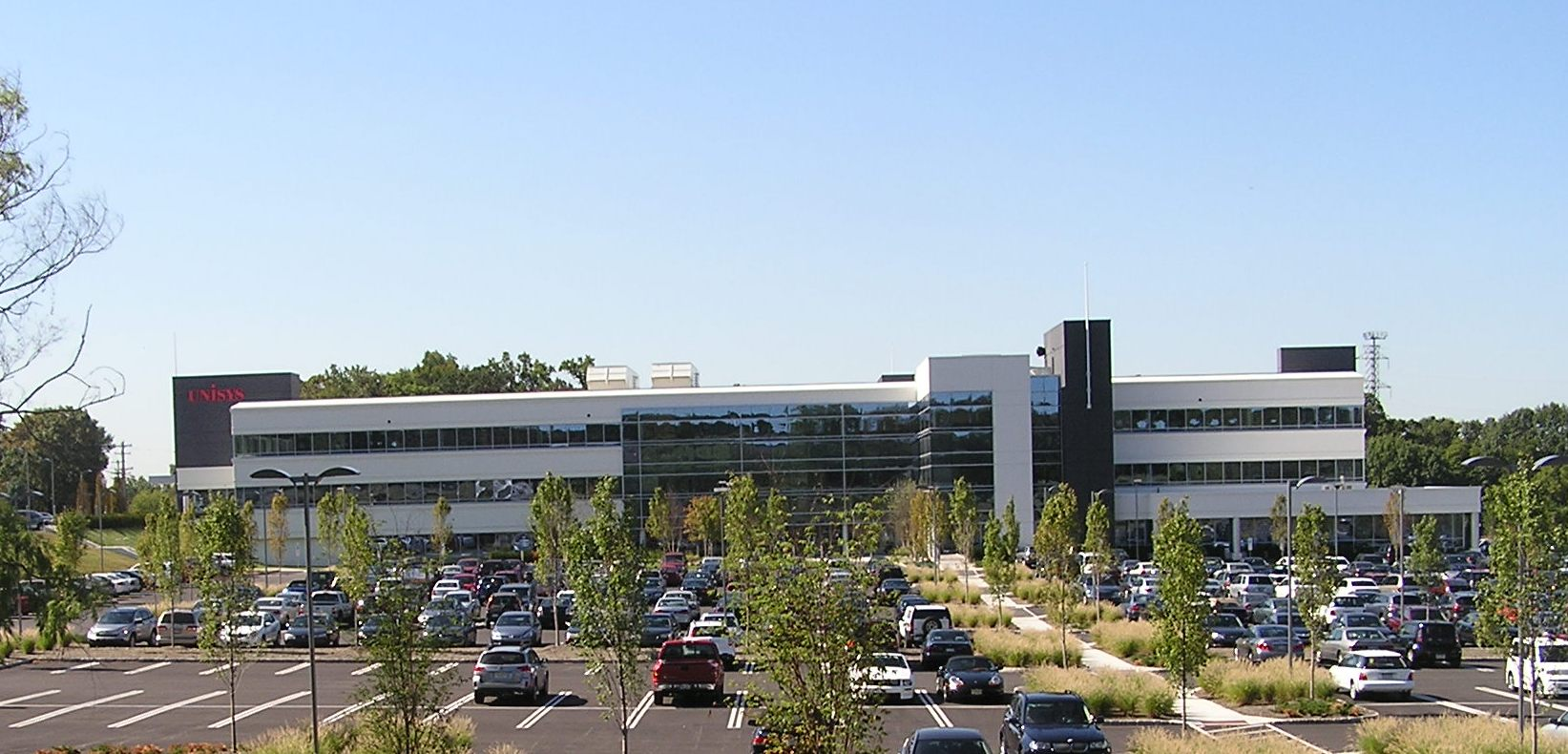
ساختمان مرکزی شرکت یونی‌سیس

یونی‌سیس (به انگلیسی: Unisys) شرکت فناوری اطلاعات و رایانه‌ای آمریکایی است، که در زمینه ارائه خدمات مشاور مدیریت، مشاوره اطلاعاتی و برون‌سپاری فعالیت می‌نماید.
شرکت یونی‌سیس در سال ۱۹۸۶ در پی ادغام شرکت‌های باروز کورپوریشن و اسپری کورپوریشن راه‌اندازی شد. دفتر مرکزی این شرکت در شهر بلو بل، پنسیلوانیا، ایالات متحده آمریکا قرار دارد و بخشی از سهام آن در بازار بورس نیویورک معامله می‌شود.